# Tabella dei giorni liturgici
Una tabella dei giorni liturgici elenca secondo l'ordine di precedenza le celebrazioni osservate in un determinato rito liturgico. È strutturata al fine di rendere immediatamente visibile l'ordine di precedenza fra le ricorrenze e celebrazioni liturgiche.
Quella attualmente in vigore nel rito romano fu stabilita nel motu proprio Mysterii paschalis di papa Paolo VI del 14 febbraio 1969.
La Santa Sede ha permesso a certi istituti di usare invece della più recente edizione del Messale Romano l'edizione pubblicata da papa Giovanni XXIII nel 1962. Inoltre papa Giovanni Paolo II, con lo speciale indulto Quattuor abhinc annos, emanato nel 1984 dalla Congregazione per il culto divino e la disciplina dei sacramenti, concesse a determinate condizioni ai vescovi diocesani la facoltà di permettere la ripresa dell'uso del Messale Romano promulgato nel 1962 da papa Giovanni XXIII. Papa Benedetto XVI concesse a più ampia autorità a certi parroci nel 2007, che fu revocata da papa Francesco nel 2021 dichiarando che è esclusiva competenza del vescovo diocesano autorizzare l'uso del Messale Romano del 1962 nella diocesi, seguendo gli orientamenti dalla Sede Apostolica.
La tabella dei giorni liturgici del Messale Romano 1962 differisce in molti punti da quella attuale.

## Tabella attuale
La denominazione per esteso della tabella è "tabella dei giorni liturgici disposti secondo l'ordine di precedenza": in caso di coincidenza nella stessa data di più giorni liturgici, si celebra quello in uno dei primi gruppi, non quello elencato in uno dei gruppi più in basso fra i tredici gruppi che compongono la tabella.
Infatti "la precedenza tra i giorni liturgici, in quanto alla loro celebrazione, è regolata unicamente dalla tabella". Se nello stesso giorno cadono più celebrazioni, si fa quella che, nell'elenco dei giorni liturgici occupa il posto superiore, le altre si omettono per quell'anno, con eccezione delle solennità, che si trasferiscono al primo giorno libero dalle celebrazioni di cui ai numeri 1–8 della tabella.

### I. Giorni con rango di solennità o superiore
Nella tabella attuale i giorni liturgici di più alta precedenza hanno il rango almeno di solennità. Sono divisi in 4 classi di discendente importanza. All'interno delle singole classi, non possono esserci conflitti sulla precedenza fra le celebrazioni menzionate: per esempio, nella classe 2 il Mercoledì delle ceneri non può coincidere con le domeniche di Avvento, Quaresima e Pasqua, né con i giorni tra l'ottava di Pasqua.
1. Triduo Pasquale della Passione e della Risurrezione del Signore.
2. Natale del Signore, Epifania, Ascensione, Pentecoste. Domeniche di Avvento, Quaresima e Pasqua. Mercoledì delle Ceneri. Ferie della Settimana santa, dal lunedì al giovedì. Giorni dell'Ottava di Pasqua.
3. Solennità del Signore, della beata Vergine Maria, dei santi, elencate nel Calendario generale. Commemorazione di tutti i fedeli defunti.
4. Le Solennità proprie, cioè:
a) solennità del patrono principale della località o della città.
b) solennità della dedicazione e dell'anniversario della dedicazìone della propria chiesa.
c) solennità del Titolo della propria chiesa.
d) solennità del Titolo o del Fondatore o del Patrono principale dell'Ordine o della Congregazione.

### II. Giorni liturgici che hanno un rango paragonabile a quello di festa
5. Feste del Signore, elencate nel Calendario generale.
6. Domeniche del Tempo di Natale e domeniche del Tempo Ordinario.
7. Feste della beata Vergine Maria e dei santi nel Calendario generale.
8. Feste proprie, cioè:
a) festa del patrono principale della diocesi;
b) festa dell'anniversario della dedicazione della chiesa cattedrale;
c) festa del patrono principale della regione o della provincia, della nazione, di un territorio più vasto;
d) festa del Titolo, del fondatore, del patrono principale di un Ordine o di una Congregazione e della provincia religiosa, salvo quanto prescritto al n. 4;
e) altre feste proprie di qualche Chiesa;
f) altre feste elencate nel Calendario di ogni diocesi, Ordine o Congregazione.
9. Ferie d'Avvento dal 17 al 24 dicembre, giorni dell'ottava di Natale, ferie di Quaresima.

### III. Giorni di rango inferiore ai precedenti
10. Memorie obbligatorie del Calendario generale.
11. Memorie obbligatorie proprie, cioè:
a) memorie del patrono secondario del luogo, della diocesi, della regione o della provincia, della nazione, di un territorio più ampio; dell'Ordine, della Congregazione e provincia religiosa;
b) altre memorie obbligatorie elencate nel Calendario di ciascuna diocesi, Ordine o Congregazione.
12. Memorie facoltative che tuttavia si possono fare anche nei giorni elencati al n. 9, secondo quanto è descritto in "Principi e norme" per l'uso del Messale Romano e della Liturgia delle Ore. Allo stesso modo, come memorie facoltative, si possono celebrare come memorie facoltative le memorie obbligatorie, che accidentalmente cadono nelle ferie di Quaresima.
13. Ferie d'Avvento fino al 16 dicembre. Ferie del Tempo di Natale dal 2 gennaio al sabato dopo l'Epifania. Ferie del Tempo Pasquale dal lunedì dopo l'Ottava di Pasqua al sabato prima della Pentecoste. Ferie del Tempo Ordinario.

## Tabella 1962
La tabella del Messale Romano del 1962 è identica a quella del Codice delle Rubriche del Breviario e del Messale Romano del 1960.
Ha lo stesso titolo di quella attuale: "Tabella dei giorni liturgici disposti secondo l'ordine di precedenza".

### Giorni liturgici di I classe
1. Festa del Natale del Signore, domenica della Risurrezione e domenica di Pentecoste (I classe con ottava).
2. Triduo Sacro.
3. Feste dell'Epifania e dell'Ascensione del Signore, della Santissima Trinità, del Corpus Domini, del Cuore di Gesù e di Cristo Re.
4. Feste dell'Immacolata Concezione e dell'Assunzione della Beata Vergine Maria.
5. Vigilia e giorno ottavo del Natale del Signore.
6. Domeniche di Avvento, di Quaresima e di Passione, e la domenica in Albis.
7. Ferie di I classe non menzionate sopra, cioè: Mercoledì delle Ceneri e lunedì, martedì e mercoledì della Settimana santa.
8. Commemorazione di tutti i fedeli defunti, che però cede il posto ad una domenica occurrente.
9. Vigilia di Pentecoste.
10. Giorni nelle ottave di Pasqua e di Pentecoste,
11. Feste di I classe della Chiesa universale non menzionate sopra.
12. Feste di I classe proprie, cioè:
1. Festa del patrono principale regolarmente costituito:
a. della nazione,
b. della regione o della provincia ecclesiastica o civile,
c. della diocesi.
2. Anniversario della dedicazione della cattedrale.
3. Festa del patrono principale regolarmente costituito della località, del paese o della città.
4. Festa e anniversario della dedicazione della propria chiesa o di un oratorio pubblico o semipubblico che tiene il posto di una chiesa.
5. Titolo della propria chiesa.
6. Festa del Titolo di un Ordine o di una Congregazione.
7. Festa del fondatore canonizzato di un Ordine o di una Congregazione.
8. Festa del patrono principale regolarmente costituito di un Ordine o di una Congregazione e della provincia religiosa.
13. Feste I classe concesse per indulto, prima quelle mobili, poi quelle fisse.

### Giorni liturgici di II classe
14. Feste del Signore di II classe, prima quelle mobili, poi quelle fisse.
15. Domeniche di II classe.
16. Feste di II classe della Chiesa universale, che non sono del Signore
17. Giorni nell'ottava del Natale del Signore
18. Ferie di II classe, cioè: dell'Avvento dal 17 al 23 dicembre compreso, e le ferie delle Quattro Tempora d'Avvento, dellas Quaresima e del mese di settembre.
19. Feste proprie di II classe, cioè: 
1. Festa del patrono secondario regolarmente costituito:
a. della nazione
b. della regione o della provincia ecclesiastica o civile,
c. della diocesi,
d. della località, del paese o della città.
2. Feste di Santi o Beati regolarmente iscritti nel Martirologio o nella sua Appendice, che hanno relazioni particolari con la diocesi, come l'origine, il soggiorno prolungato, e la morte.
3. Feste di Santi propri della chiesa, regolarmente iscritti nel Martirologio o nella sua Appendice, di cui ivi si conserva il corpo.
4. Festa del Fondatore beatificato dell'Ordine o Congregazione.
5. Festa del patrono secondario regolarmente costituito dell'Ordine o Congregazione, e della provincia religiosa.
6. Feste di Santi o Beati che furono membri dell'Ordine o Congregazione.
20. Feste II classe concesse per indulto, prima quelle mobili, poi quelle fisse.
21. Vigilie di II classe.

### Giorni liturgici di III classe
22. Ferie di Quaresima e di Passione, dal giovedì dopo le ceneri fino al sabato che precede la II domenica di Passione compreso, eccetto le ferie delle Quattro Tempora.
23. Feste di III classe iscritte nei calendari particolari, prima le feste proprie, cioè:
1. Feste di Santi o Beati, regolarmente iscritti nel Martirologio o nella sua Appendice, che hanno relazioni particolari con la diocesi, come l'origine, il soggiorno prolungato, e la morte.
2. Feste di Beati propri della chiesa, regolarmente iscritti nel Martirologio o nella sua Appendice, di cui ivi si conserva il corpo.
3. Feste di Santi o Beati che furono membri dell'Ordine o Congregazione; poi le feste concesse per indulto, prima quelle mobili, poi quelle fisse.
24. Feste di III classe iscritte nel calendario della Chiesa universale, prima quelle mobili, poi quelle fisse.
25. Ferie d'Avvento fino al 16 dicembre compreso, eccetto le ferie delle Quattro Tempora.
26. Vigilia di III classe.

### Giorni liturgici di IV classe
27 Ufficio di santa Maria in sabato.
28 Ferie di IV classe.